# Ray Bloomfield
 (août 2023).
Si vous disposez d'ouvrages ou d'articles de référence ou si vous connaissez des sites web de qualité traitant du thème abordé ici, merci de compléter l'article en donnant les références utiles à sa vérifiabilité et en les liant à la section « Notes et références ».
Ray Bloomfield, né le 15 octobre 1944 à Londres, est un footballeur anglais. Au cours de sa carrière, iI joue comme ailier pour Aston Villa, dans la National Professional Soccer League pour les Chiefs d'Atlanta, et dans la North American Soccer League pour Atlanta et Dallas. 
Il est le neveu du joueur et gérant Jimmy Bloomfield.